# Berufsförderungsverordnung
Die Verordnung zur Durchführung der Berufsförderung von Soldatinnen und Soldaten (Berufsförderungsverordnung – BFöV) ist eine deutsche Rechtsverordnung der Bundesregierung, in der gemäß § 10a Abs. 1 und 3 des Soldatenversorgungsgesetzes (SVG) Vorschriften
über die Berufsförderung der aktiven und ehemaligen Soldaten erlassen werden. 

## Gliederung
Die Verordnung hat folgende Gliederung:
- Teil 1 – Berufsberatung nach § 3a des Soldatenversorgungsgesetzes
- Teil 2 – Dienstzeitbegleitende Förderung der schulischen und beruflichen Bildung nach § 4 des Soldatenversorgungsgesetzes
- Teil 3 – Förderung der schulischen Bildung nach § 5 des Soldatenversorgungsgesetzes
- Teil 4 – Förderung der beruflichen Bildung nach § 5 des Soldatenversorgungsgesetzes
- Teil 5 – Eingliederung nach § 7 des Soldatenversorgungsgesetzes
- Teil 6 – Schlussvorschriften

## Änderungen
Die Verordnung wurde zuletzt am 4. August 2019 durch das Bundeswehr-Einsatzbereitschaftsstärkungsgesetz (BwEinsatzBerStG) geändert. Neu in die Verordnung wurde unter anderem aufgenommen, dass für die Beratung in Fragen der schulischen und beruflichen Bildung die Karrierecenter der Bundeswehr – Berufsförderungsdienst – zuständig sind. Zudem können Teilnehmer an internen Maßnahmen durch die Änderung Leistungen nach dem Bundesreisekostengesetz und der Trennungsgeldverordnung erhalten.